# St. Bonifatius (Oberstetten)

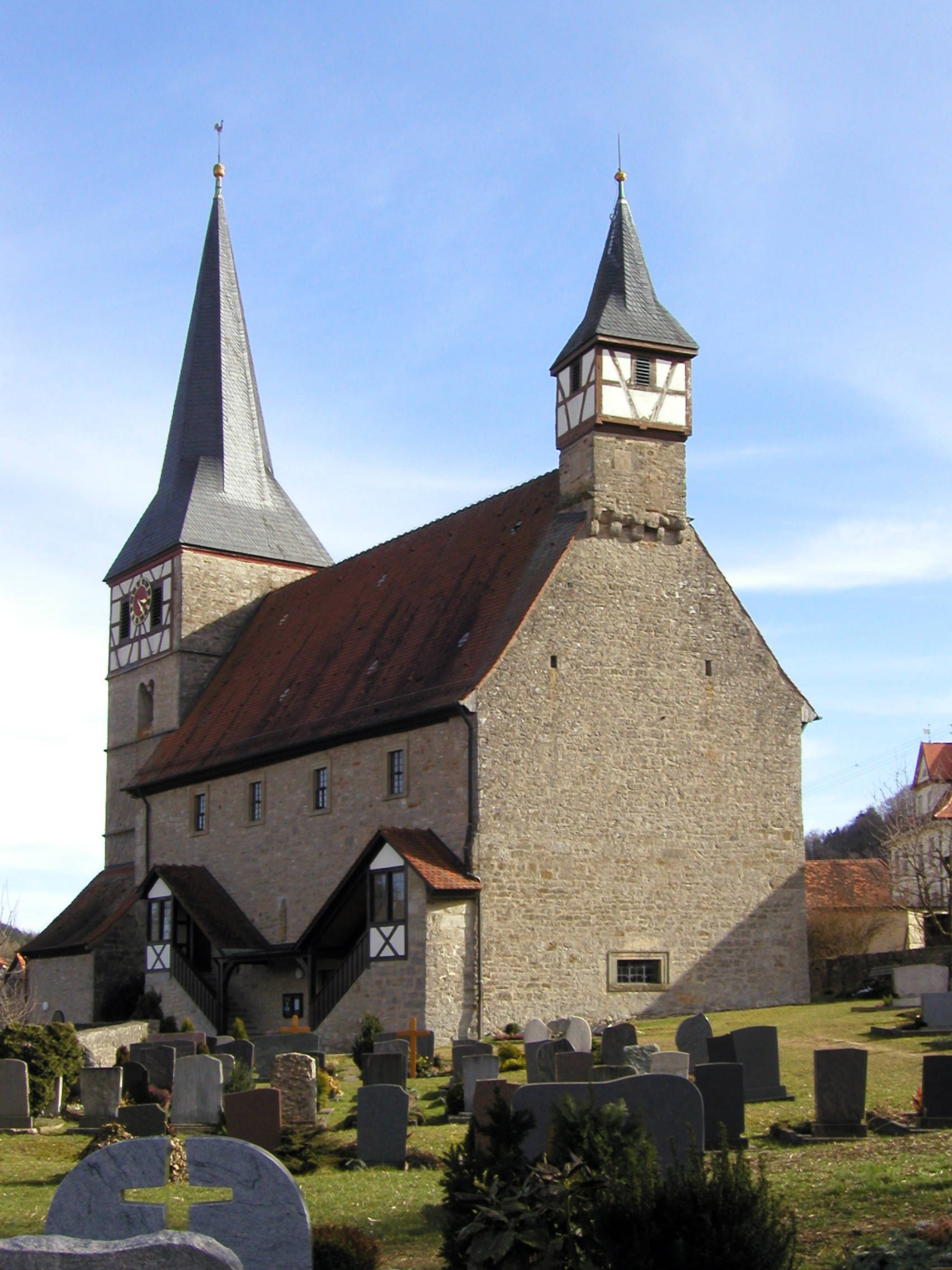
St. Bonifatius in Oberstetten

Die evangelische Pfarrkirche St. Bonifatius steht in Oberstetten, einem Stadtteil von Niederstetten im Main-Tauber-Kreis in Baden-Württemberg. Das Bauwerk ist beim Landesamt für Denkmalpflege Baden-Württemberg als Baudenkmal eingetragen. Die Kirchengemeinde gehört zum Kirchenbezirk Weikersheim der Evangelischen Landeskirche in Württemberg.

## Beschreibung
Die romanische Saalkirche ist im Kern auf eine Wehrkirche zurückzuführen, wie an den Schießscharten am Chorturm zu sehen ist. An den Chorturm wurde im 15. Jahrhundert nach Westen das Langhaus angebaut, aus dessen Satteldach sich im Westen ein Giebelturm erhebt. Der Chorturm wurde später mit einem Geschoss aus Holzfachwerk aufgestockt, das die Turmuhr und den Glockenstuhl enthält, in dem eine Kirchenglocke von 1417 hängt. Darauf sitzt ein achtseitiger, schiefergedeckter Knickhelm.
Der Innenraum des Chors, also das Erdgeschoss des Chorturms, wurde um 1300 ausgemalt.
Die Orgel mit 11 Registern erbaute die Firma Konrad Koch aus Feuchtwangen.